# Interpolação linear

Dados os pontos em vermelho, a linha azul representa a interpolante, e os valores de x e y podem ser encontrados com interpolação linear.

Na matemática, Interpolação linear é um método no qual instanciamos um novo conjunto de dados utilizando interpolação polinomial em vista de construir novos pontos de dados no alcance de pontos já conhecidos.

## Interpolação linear entre dois pontos

Nessa visualização geométrica, o valor no círculo verde multiplicado pela distância entre os círculos vermelhos e azul é igual a soma do valor dos círculo vermelho multiplicado pela distancia entre os círculos verde e azul e o valor no círculo azul, multiplicado pela distância entre os círculos verde e vermelho.

Dados os pontos {\displaystyle (x_{0},y_{0})} e {\displaystyle (x_{1},y_{1})}, a interpolante linear é a linha entre os dois pontos. Para um valor x no intervalo {\displaystyle (x_{0},x_{1})}, o valor y é a linha entre os pontos. Estabelecendo a seguinte relação:
{\displaystyle {\frac {y-y_{0}}{y_{1}-y_{0}}}={\frac {x-x_{0}}{x_{1}-x_{0}}}}
que pode ser derivado geometricamente da figura ao lado. Se trata de um caso especial de interpolação polinomial com n = 1.
Tal que resolvendo para y com x temos a relação geométrica:
{\displaystyle y=y_{0}+(y_{1}-y_{0}){\frac {x-x_{0}}{x_{1}-x_{0}}}}
cuja formula é a interpolação linear entre o intervalo {\displaystyle (x_{0},x_{1})}. Fora do intervalo denominamos de extrapolação linear.
Podemos visualizar a formula como uma média ponderada. Os pesos são inversamente proporcionais à distância entre o ponto de chegada e o ponto desconhecido. O ponto mais perto pondera mais que o ponto distante. Portanto, os pesos são {\textstyle {\frac {x-x_{0}}{x_{1}-x_{0}}}} e {\textstyle {\frac {x_{1}-x}{x_{1}-x_{0}}}}, que são distâncias normalizadas entre o ponto desconhecido e o ponto de chegada. Dado que a soma é 1:
{\displaystyle y=y_{0}\left(1-{\frac {x-x_{0}}{x_{1}-x_{0}}}\right)+y_{1}\left(1-{\frac {x_{1}-x}{x_{1}-x_{0}}}\right)=y_{0}\left(1-{\frac {x-x_{0}}{x_{1}-x_{0}}}\right)+y_{1}\left({\frac {x-x_{0}}{x_{1}-x_{0}}}\right)}

## Interpolação linear como forma de aproximação
Interpolação linear é utilizada como método de aproximação para uma função f utilizando dois pontos dados pela mesma. O erro (ou "resto" ou "resíduo") desta aproximação pode ser dado pela expressão:
{\displaystyle R_{T}=f(x)-p(x)\,\!}
onde p denota a interpolação polinomial definida abaixo:
{\displaystyle p(x)=f(x_{0})+{\frac {f(x_{1})-f(x_{0})}{x_{1}-x_{0}}}(x-x_{0}).\,\!}
Sabe-se pelo teorema de Taylor que:
{\displaystyle R(x)={\frac {f''(x_{1})}{2!}}(x-x_{1})^{2}={\frac {f''(x_{0})}{2!}}(x-x_{0})^{2}.\,\!}
Pode ser provada utilizando o teorema de Rolle, que cita que se f tem uma segunda derivada o erro está definido por:
{\displaystyle |R_{T=2}|\leq {\frac {(x_{1}-x_{0})^{2}}{8}}\max _{x_{0}\leq x\leq x_{1}}|f''(x)|.\,\!}

## Extensões

### Precisão
Se a função C0  é insuficiente, por exemplo, se o processo produziu os pontos de dados é provado ser mais 'liso' que C0, é comum substituir interpolação linear por interpolação de spline, ou até mesmo interpolação polinomial em alguns casos.

### Multivariável
Para duas dimensões espaciais, a extensão da interpolação linear é chamada de interpolação bilinear, e em três dimensões, interpolação trilinear.
Note, que esses interpolantes não são mais funções lineares, porem produtos de funções lineares; como ilustrado claramente pelo exemplo de interpolação bilinear nessa figura abaixo. Outros tipos de interpolação podem ser aplicados a malhas triangulares e tetraédricas, incluindo superfícies Bézier.

## História

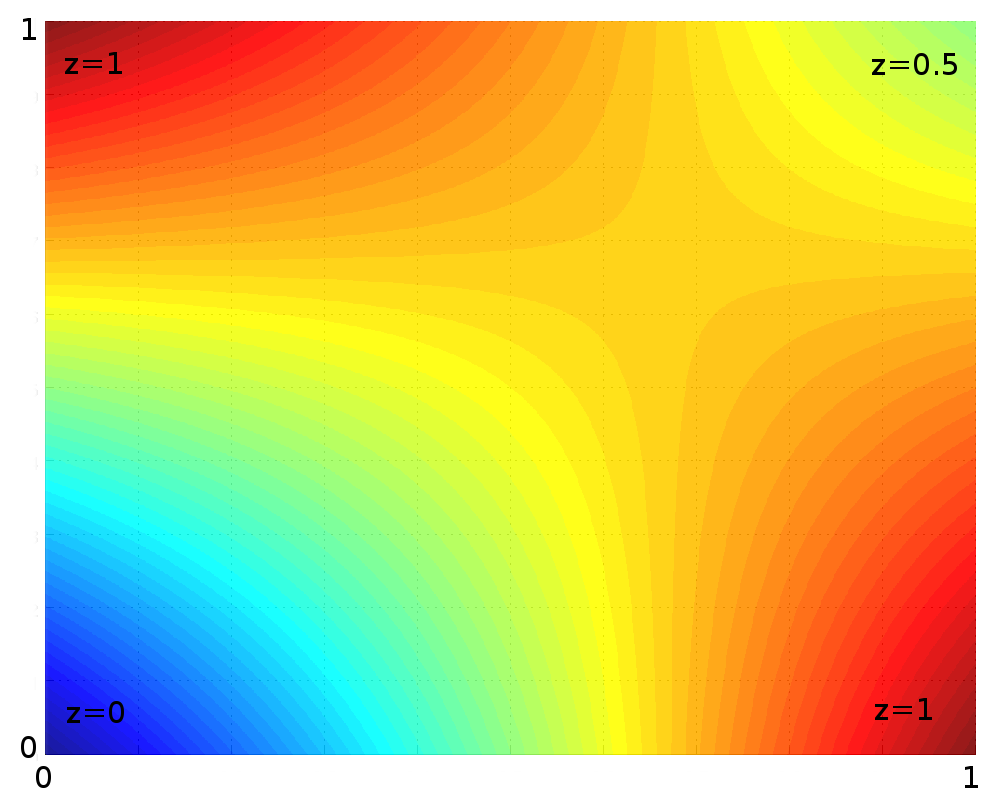
Exemplo de uma interpolação bilinear no quadrado de unidade com valores de z 0, 1, 1 e 0.5 como indicados. valores interpolados entre tais valores estão representado pelas cores.

Interpolação linear é utilizada desde a antiguidade para completar "buracos" nas tabelas, geralmente contendo dados astronômicos. Acredita-se que era utilizado por astrônomos Babilônios e matemáticos da Mesopotâmia (300 anos a.C.), e pelos astrônomos da Grécia. Uma descrição da interpolação linear pode ser encontrada no Almagesto (200 anos d.C.) por Ptolomeu.

## Programação e Suporte em Linguagens de Código
Muitas bibliotecas e linguagens de shaders tem uma função denominada de "lerp", que retorna a interpolação entre dois valores (v0,v1) e um parâmetro (t) em um intervalo fechado de [0,1]:
Algoritmo basico em C++:
```
// método impreciso para calcular v = v1 quando t = 1 "floating-point arithimetic error" 

// Essa forma pode ser utilizada em hardware que possui intruções "Multiply-Add"

float
 
lerp
(
float
 
v0
,
 
float
 
v1
,
 
float
 
t
)
 
{

  
return
 
v0
 
+
 
t
*
(
v1
-
v0
);

}

// Método preciso que garante que v = v1 quando t = 1.

float
 
lerp
(
float
 
v0
,
 
float
 
v1
,
 
float
 
t
)
 
{

  
return
 
(
1
-
t
)
*
v0
 
+
 
t
*
v1
;

}

```

Essa função lerp é usualmente utilizada para mesclar o canal alpha (onde o parâmetro 't' é o alpha), e a formula pode ser estendida para mesclar múltiplos componentes de vetores (como espaciais x,y,z ou cores com componentes r,g,b) em paralelo.